# Головатенко, Игорь Александрович
Игорь Александрович Голова́тенко (род. 17 октября 1980, Саратов) — российский оперный певец (баритон), ведущий солист Большого театра (с 2014 года). Заслуженный артист России (2018).

## Биография
Игорь Головатенко родился в Саратове, в семье музыкантов.
Окончил Центральную музыкальную школу Саратова по трём специальностям: фортепиано (кл. Эльвиры Васильевны Черных/Татьяны Фёдоровны Ершовой), виолончель (кл. Надежды Николаевны Скворцовой) и композиция (кл. Владимира Станиславовича Мишле).
В 1997 году поступил в Саратовскую государственную консерваторию им. Л. В. Собинова, в класс виолончели профессора Льва Владимировича Иванова (Гохмана), где учился до 2000 года. Выступал в качестве солиста с оркестрами Саратовской филармонии и Саратовской консерватории, исполнил виолончельные концерты Л.Бокеррини, К. Сен-Санса, А. Дворжака, «Вариации на тему рококо» П. И. Чайковского.
С оркестром «Молодая Россия» под управлением М. Горенштейна сыграл Первый концерт Шостаковича для виолончели с оркестром (2001 год, Саратов, Зал Саратовской филармонии).
В 1999 году впервые встал за пульт симфонического оркестра Саратовской консерватории, с которым сотрудничал вплоть до 2003 года. Также выступал с симфоническим оркестром Саратовской областной филармонии в качестве приглашённого дирижёра. Впервые исполнил сочинения саратовского композитора Гохман Елены Владимировны (1935—2010) «Ave Maria» (2001 год) и «Сумерки» (2002 год) для солистов, хора и оркестра. Среди симфонических произведений, исполненных за это время: «Дон Жуан» Рихарда Штрауса, «Франческа да Римини» Чайковского, увертюра «Римский Карнавал» Берлиоза, «Болеро» Равеля и др.
В 2000 году поступил в Московскую государственную консерваторию им П. И. Чайковского на отделение оперно-симфонического дирижирования в класс профессора Василия Серафимовича Синайского. Окончил с отличием в 2005 году в классе Народного артиста СССР, профессора Геннадия Николаевича Рождественского.
Во время учёбы в Московской консерватории впервые в России продирижировал «Концертом для деревянных духовых, арфы и оркестра» П. Хиндемита (2002, Малый зал Московской консерватории).
В 2006 году поступил на стажировку в Академию хорового искусства в класс сольного пения профессора Дмитрия Юрьевича Вдовина (ныне руководителя Молодёжной программы Большого театра), у которого продолжает совершенствоваться.
В апреле 2006 года состоялся вокальный дебют на сцене Светлановского зала Московского международного Дома музыки. Исполнил партию баритона в «Мессе
жизни» английского композитора Фредерика Делиуса (текст на немецком языке, по произведению «Так говорил Заратустра» Фр. Ницще) с Национальным филармоническим оркестром России под управлением Владимира Спивакова, и хором Академии хорового искусства под руководством В. С. Попова. Первое исполнение в России.
С 2007 по 2021 год был солистом Московского театра «Новая Опера». Дебютировал в театре в партиях Марулло («Риголетто» Дж. Верди) и Оратора («Волшебная флейта» Моцарта).
В октябре 2010 года в Большом зале филармонии Санкт-Петербурга состоялся дебют певца в Санкт-Петербурге. Были исполнены фрагменты «Мессы жизни» (некоторые хоровые номера и части, где солирует баритон) в сопровождении Академического симфонического оркестра под управлением Александра Титова.
С 2010 года являлся приглашённым солистом Большого театра России, где дебютировал в роли Фалька («Летучая мышь» И. Штрауса, дирижёр Кристоф-Матиас Мюллер, режиссёр Василий Бархатов).
Первое выступление певца на Исторической сцене Большого театра состоялось в роли Жоржа Жермона («Травиата» Дж. Верди, дирижёр Лоран Кампеллоне, постановщик Франческа Замбелло) в 2012 году.
С сентября 2014 года — солист Большого театра.
В августе 2018 года присвоено почётное звание Заслуженный артист РФ.

## Гастроли
| Год       | Театр/Город                                                                | Произведение                                                                      | Партия                                           |
| --------- | -------------------------------------------------------------------------- | --------------------------------------------------------------------------------- | ------------------------------------------------ |
| 2011      | Оперный театр Сан-Карло (Неаполь)                                          | «Сицилийская вечерня» (режиссёр Никола Жоэль, дирижёр Джанлуиджи Джельметти)      | Ги де Монфор (дебют)                             |
| 2011      | Гёттинген                                                                  | «Травиата» (концертное исполнение, дирижёр Кристоф-Матиас Мюллер)                 | Жорж Жермон                                      |
| 2012      | Опера Гарнье (Париж)                                                       | «Вишневый сад» Ф.Фенелон (режиссёр Жорж Лаводан, дирижёр Тито Чеккерини)          | Лопахин                                          |
| 2012      | Латвийская национальная опера (Рига)                                       | «Евгений Онегин» (режиссёр А. Жагарс, дирижёр М. Питренас)                        | Онегин                                           |
| 2012      | Театр Массимо (Палермо)                                                    | «Борис Годунов» (режиссёр Уго де Ана, партия Бориса Феруччо Фурланетто)           | Щелкалов, Рангони                                |
| 2012-2013 | совместная постановка театров Ровиго, Савоны, Бергамо                      | «Бал-маскарад»                                                                    | Ренато                                           |
| 2013      | Театр Верди (Триест)                                                       | «Корсар» (режиссёр и дирижёр Джанлуиджи Джельметти)                               | паша Сеид (дебют)                                |
| 2013      | Национальная опера Греции                                                  | «Сицилийская вечерня»                                                             | Ги де Монфор                                     |
| 2013      | театр Савоны                                                               | «Риголетто» (режиссёр Роландо Панераи)                                            | Риголетто (дебют)                                |
| 2013      | Баварская государственная опера (Мюнхен)                                   | «Борис Годунов» (первая редакция оперы, дирижёр Кент Нагано)                      | Щелкалов                                         |
| 2013      | 62-й Уэксфордский оперный фестиваль (дебют)                                | «Кристина, королева Швеции» Я. Форони                                             | Карл Густав (дебют)                              |
| 2014      | Оперный театр Сан-Карло (Неаполь)                                          | «Евгений Онегин»                                                                  | Онегин                                           |
| 2014      | Латвийская национальная опера (Рига)                                       | «Трубадур» (режиссёр А. Жагарс, дирижёры А. Вилюманис и Я. Лиепиньш)              | граф ди Луна                                     |
| 2014      | 63-й Уэксфордский оперный фестиваль                                        | «Саломея» А. Мариотт                                                              | Иоканаан (дебют)                                 |
| 2014      | Колон (театр) (Буэнос-Айрес)                                               | «Мадам Баттерфляй» (режиссёр Уго де Ана, дирижёр Айра Левин)                      | Шарплес (дебют)                                  |
| 2014      | Барбикан-холл                                                              | «Кантата Весна» С. В. Рахманинов                                                  | партия баритона                                  |
| 2015      | Глайндборнский оперный фестиваль (дебют)                                   | «Полиевкт» Гаэтано Доницетти                                                      | Северо (дебют)                                   |
| 2015      | Cologne Opera (Кёльн, Германия), (дебют)                                   | «Богема»                                                                          | Марсель                                          |
| 2016      | Оперный театр Лилля (Франция) (дебют)                                      | «Трубадур»                                                                        | граф ди Луна                                     |
| 2016      | Grand théâtre de Luxembourg (Люксембург) (дебют)                           | «Трубадур»                                                                        | граф ди Луна                                     |
| 2016      | Баварская государственная опера                                            | «Трубадур»                                                                        | граф ди Луна                                     |
| 2016      | Оперный театр Кана (Франция) (дебют)                                       | «Трубадур»                                                                        | граф ди Луна                                     |
| 2016      | Муниципальный театр Сантьяго (дебют)                                       | «Травиата»                                                                        | Жорж Жермон                                      |
| 2017      | XXXV Международный оперный фестиваль имени Ф. И. Шаляпина в Казани (дебют) | «Евгений Онегин»                                                                  | Онегин                                           |
| 2017      | Тонхалле в Цюрихе (Швейцария)                                              | арии из опер П. И. Чайковского                                                    |                                                  |
| 2017      | Виктория-холл в Женеве (Швейцария)                                         | арии из опер П.И Чайковского                                                      |                                                  |
| 2017      | Зал Зернового рынка в Тулузе (Франция)                                     | «Орлеанская дева» П. И. Чайковский / дирижёр Туган Сохиев (концертное исполнение) | Лионель                                          |
| 2017      | Парижская филармония (Франция)                                             | «Орлеанская дева» П. И. Чайковский / дирижёр Туган Сохиев (концертное исполнение) | Лионель                                          |
| 2017      | Cologne Opera (Кёльн, Германия)                                            | «Лючия ди Ламмермур»                                                              | Энрико (дебют)                                   |
| 2017      | Глайндборнский оперный фестиваль                                           | «Травиата»                                                                        | Жорж Жермон                                      |
| 2017      | Экс-ан-Прованский оперный фестиваль                                        | «Евгений Онегин» П. И. Чайковский / дирижёр Туган Сохиев (концертное исполнение)  | Онегин                                           |
| 2017      | Международный оперный фестиваль в Савонлинна                               | «Евгений Онегин» П. И. Чайковский / дирижёр Туган Сохиев (концертное исполнение)  | Онегин                                           |
| 2017      | Международный оперный фестиваль в Савонлинна                               | «Иоланта» П. И. Чайковский / дирижёр Туган Сохиев                                 | Роберт                                           |
| 2017      | Большой театр Бордо (дебют)                                                | «Пират» В. Беллини (концертное исполнение)                                        | герцог Эрнесто (дебют)                           |
| 2018      | Х Международный музыкальный фестиваль Ю.Башмета (Ярославль)                | «Страсти по «Пиковой даме»» (авторская версия Ю. Башмета)                         | Елецкий                                          |
| 2018      | Зальцбургский фестиваль(дебют)                                             | «Пиковая дама» П. И. Чайковский / дирижёр М. Янсонс                               | Елецкий                                          |
| 2018      | Баварская государственная опера                                            | «Трубадур» Дж. Верди                                                              | граф ди Луна                                     |
| 2018      | Дрезденская государственная опера (дебют)                                  | «Лючия ди Ламмермур» Гаэтано Доницетти                                            | Лорд Генрих Аштон, владетель Ламмермура (Энрико) |
| 2019      | Королевский театр Ковент-Гарден (дебют)                                    | «Травиата» Дж. Верди                                                              | Жорж Жермон                                      |
| 2019      | Вашингтонская национальная опера (дебют)                                   | «Евгений Онегин» П. И. Чайковский                                                 | Онегин                                           |
| 2019      | Зал Зернового рынка в Тулузе (Франция)                                     | «Пиковая дама» П. И. Чайковский / дирижёр Туган Сохиев (концертное исполнение)    | Елецкий                                          |
| 2019      | Лос Анджелес Опера (дебют)                                                 | «Травиата» Дж. Верди                                                              | Жорж Жермон                                      |
| 2019      | Опера Бастилии (дебют)                                                     | «Пуритане» В. Беллини                                                             | Сэр Ричард Форт (дебют)                          |
| 2019      | Метрополитен-опера (дебют)                                                 | «Пиковая дама» П. И. Чайковский / дирижёр Василий Петренко                        | Елецкий                                          |
| 2020      | Баварская государственная опера                                            | «Разбойники» Дж. Верди                                                            | Франческо (дебют)                                |
| 2020      | Венская государственная опера (дебют)                                      | «Дон Карлос» (франц. версия) Дж. Верди                                            | Родриго ди Поза                                  |
| 2021      | Венская государственная опера                                              | «Травиата» Дж. Верди                                                              | Жорж Жермон                                      |
| 2021      | Театр Реджио в Парме(дебют)                                                | «Симон Бокканегра» Дж. Верди (дирижёрМикеле Мариотти /концертное исполнение)      | Симон Бокканегра (дебют)                         |
| 2021      | Оперный театр Сан-Карло (Неаполь)                                          | «Отелло» Дж. Верди (дирижёрМикеле Мариотти / открытие сезона)                     | Яго (дебют)                                      |
| 2022      | XL Международный оперный фестиваль имени Ф. И. Шаляпина в Казани           | «Севильский цирюльник» Дж. Россини                                                | Фигаро                                           |
| 2022      | Метрополитен-опера                                                         | «Евгений Онегин» П. И. Чайковский / дирижёр Джеймс Гаффиган                       | Онегин                                           |
| 2022      | Баварская государственная опера                                            | «Дон Карлос» Дж. Верди                                                            | Родриго ди Поза                                  |
| 2022      | «Лирическая опера Чикаго» (дебют)                                          | «Дон Карлос» Дж. Верди (франц. версия)                                            | Родриго ди Поза                                  |
| 2023      | Баварская государственная опера                                            | «Разбойники» Дж. Верди                                                            | Франческо                                        |
| 2023      | Цюрихский оперный театр                                                    | «Евгений Онегин» П.И.Чайковский / дирижёр Джанандреа Нозеда                       | Онегин                                           |
| 2023      | Лос Анджелес Опера                                                         | «Отелло» Дж. Верди / дирижёр Джеймс Конлон                                        | Яго                                              |

## Репертуар
- Альфио — «Сельская честь» П. Масканьи
- Амонасро — «Аида» Джузеппе Верди
- Андрей Щелкалов — «Борис Годунов» Модест Мусоргский
- Белькоре — «Любовный напиток» Гаэтано Доницетти
- Гамлет — «Гамлет» Амбруаз Тома
- Граф ди Луна — «Трубадур» Джузеппе Верди
- Гюи де Монфор — «Сицилийская вечерня» Джузеппе Верди
- Доктор Фальк — «Летучая мышь» Иоганн Штраус (сын)
- Доктор Малатеста — «Дон Паскуале» Гаэтано Доницетти
- Дон Альваро — «Путешествие в Реймс, или Гостиница «Золотая лилия»»
- Дон Карлос де Варгас – «Сила судьбы» Джузеппе Верди
- Елецкий — «Пиковая дама» П. И. Чайковский
- Жорж Жермон — «Травиата» Джузеппе Верди
- Жерар – «Андре Шенье» Умберто Джордано
- Иоканаан — «Саломея» А.Мариотт
- Карло Густаво — «Кристина, королева Швеции» Я. Форони
- Леско — «Манон Леско» Джакомо Пуччини
- Лионель — «Орлеанская дева» П. И. Чайковский
- Лопахин — «Вишневый сад» Ф. Фенелон
- Марсель — «Богема» Джакомо Пуччини
- Оливье — «Каприччио» Рихард Штраус
- Онегин — «Евгений Онегин» П. И. Чайковский
- Оратор — «Волшебная флейта» А.Моцарт
- Рангони — «Борис Годунов» Модест Мусоргский
- Ренато — «Бал-маскарад» Джузеппе Верди
- Риголетто — «Риголетто» Джузеппе Верди
- Ричард Форт – «Пуритане» Винченцо Беллини
- Роберт — «Иоланта» П. И. Чайковский
- Родриго ди Поза — «Дон Карлос» Джузеппе Верди
- Северо — «Полиевкт» Гаэтано Доницетти
- Сеид — «Корсар» Джузеппе Верди
- Симон Бокканегра – «Симон Бокканегра» Джузеппе Верди
- Скарпиа – «Тоска» Джакомо Пуччини
- Фигаро — «Севильский цирюльник» Джоаккино Россини
- Франческо – «Разбойники» Джузеппе Верди
- Шарплес — «Мадам Баттерфляй» Джакомо Пуччини
- Энрико — «Лючия ди Ламмермур» Гаэтано Доницетти
- Эрнесто — «Пират» Винченцо Беллини
- Яго – «Отелло» Джузеппе Верди
- Партия баритона в кантате «Весна» для баритона соло, хора и оркестра С. В. Рахманинова
- Партия баритона в поэме «Колокола» для оркестра, хора и солистов С. В. Рахманинова
- Камерный репертуар певца включает в себя романсы П. И. Чайковского, С. В. Рахманинова, Глинки, Равеля, Пуленка, Тости, Шуберта и др.

Постоянно выступает с пианистами Семёном Скигиным и Дмитрием Сибирцевым.
Сотрудничал с дирижёрами: Кентом Нагано, Джанлуиджи Джельметти, Лораном Кампеллоне, Василием Синайским, Михаилом Плетнёвым; режиссёрами: Франческой Замбелло, Роландо Панераи, Эдрианом Ноублом, Элайждей Мошински, Василием Бархатовым, Уго де Ана и другими.
Постоянный участник Большого фестиваля Российского национального оркестра под управлением М. Плетнёва.
Выступал с Государственным камерным оркестром «Виртуозы Москвы» и Национальным филармоническим оркестром России под руководством Владимира Спивакова и Государственным симфоническим оркестром «Новая Россия» под управлением Юрия Башмета. Сотрудничает с оркестром «ВВС» в Лондоне.

### Участие в постановках Большого театра
- Доктор Фальк (дебют 2010) — «Летучая мышь» И. Штраус (сын)
- Лопахин (дебют 2010) — «Вишневый сад» Ф. Фенелон — мировая премьера
- Жорж Жермон (2012) — «Травиата» Дж. Верди (режиссёр Франческа Замбелло, дирижёр Лоран Кампеллоне)
- Родриго, маркиз ди Поза (дебют 2013) — «Дон Карлос» Дж. Верди (режиссёр Эдриан Ноубл, дирижёры Роберт Тревино/Джакомо сагрипанти)
- Лионель (дебют 2014) — «Орлеанская дева» П. И. Чайковский (дирижёр Туган Сохиев)
- Марсель (дебют 2015) — «Богема» Дж. Пуччини (дирижёр Туган Сохиев)
- Роберт — «Иоланта» П. И. Чайковский
- Доктор Малатеста (дебют 2016) — «Дон Паскуале» Гаэтано Доницетти
- Леско (дебют 2016) — «Манон Леско» Дж. Пуччини (дирижёр Туган Сохиев)
- Андрей Щелкалов (дебют 2017) — «Борис Годунов» М. Мусоргский (дирижёр Туган Сохиев)
- Елецкий (дебют 2018) — «Пиковая дама» П. И. Чайковский
- Онегин (дебют 2019) – «Евгений Онегин» П. И. Чайковский
- Ренато (дебют 2019) – «Бал-маскарад» Дж. Верди
- Фигаро (дебют 2021) – «Севильский Цирюльник»  Дж. Россини
- Скарпиа (дебют 2025) – «Тоска» Дж. Пуччини

### Участие в постановках Новой Оперы
- Доктор Фальк — «Летучая мышь» И. Штраус (сын)
- Жорж Жермон — «Травиата» Дж. Верди, режиссёр Алла Сигалова
- Фигаро — «Севильский цирюльник» Дж. Россини, режиссёр Элайджа Мошински
- Онегин — «Евгений Онегин» П. И. Чайковский, режиссёр Сергей Арцибашев
- Роберт — «Иоланта» П. И. Чайковский
- Граф ди Луна — «Трубадур» Дж. Верди
- Оливье — «Каприччио» Р. Штраус
- Маруло — «Риголетто» Дж. Верди

### Участие в концертных исполнениях опер
- Онегин — «Евгений Онегин» (в КЗЧ с Российским национальным оркестром, дирижёр Михаил Плетнёв, сентябрь 2012)
- Амонасро — «Аида» (Новая Опера, дирижёр Евгений Самойлов, июнь 2013)
- Альфио — «Сельская честь» (Новая Опера, дирижёр Лоран Кампеллоне, сентябрь 2013)
- Жорж Жермон — «Травиата» (версия без купюр), (Новая Опера, дирижёр Александр Самуил, январь 2014)
- Барон Вальдебург — «Чужестранка» («La straniera») (Алаида — Патриция Чофи; оркестр «Новая Россия», дирижёр Джулиан Рейнольдс, март 2014)
- Лионель — «Орлеанская дева» (Большой театр, дирижёр Туган Сохиев, сентябрь 2014)
- Амонасро — «Аида» (Новая Опера, дирижёр Евгений Самойлов, март 2015)
- Гамлет — «Гамлет» (Офелия — Лора Клейкомб; Концертный зал Чайковского, дирижёр Бенжамин Пьоннье, октябрь 2015)
- Шарплес — «Мадам Баттерфляй» (Национальный концертный холл Дублина, дирижёр Джон Уилсон, май 2016)
- Дон Альваро — «Путешествие в Реймс, или Гостиница «Золотая лилия»» (Филармония 2 и Большой театр, дирижёр Туган Сохиев, январь 2017)
- Лионель — «Орлеанская дева» (Филармония 2, дирижёр Туган Сохиев, март 2017)
- Шарль Жерар – «Андре Шенье» (Новая Опера, дирижёр Евгений Самойлов, май 2018)
- Симон Бокканегра – «Симон Бокканегра» (Театр Реджио в Парме, дирижёр Микеле Мариотти, октябрь 2021)
- Роберт – «Иоланта» (Берлинская филармония, дирижёр Кирилл Петренко, январь 2022)
- ди Луна - «Трубадур» (Большой Театр, дирижёр Жорди Бернасер, март/апрель 2023
- Симон Бокканегра – «Симон Бокканегра» (Концертный зал Мариинского театра, дирижёр Кристиан Кнапп, январь 2025

## Награды и премии
- Конкурс вокально-фортепианных дуэтов «Три века классического романса» (Санкт-Петербург, 2008 год), в дуэте с Валерией Прокофьевой (фортепиано) — лауреат I премии[3]
- Международный конкурс «Competizione dell’opera» (Дрезден — Москва, 2011 год) — лауреат II премии[4]
- Номинирован на Национальную театральную премию «Золотая маска» в 2015 году за исполнение партии Родриго в опере Дж. Верди «Дон Карлос».[5]
- Певец вошёл в шорт-лист международной оперной премии International Opera Awards 2016 в категории «Лучший оперный певец».[6]
- Лауреат российской оперной премии Casta Diva (2018 год) в номинации "Певец года" за исполнение партии Елецкого в опере "Пиковая Дама" П.И.Чайковского.[7]

## Дополнительные факты
В течение сезона 2012/13, в юбилейный год Верди, дебютировал в восьми операх итальянского композитора:
- «Травиата» (Большой театр, Москва)
- «Бал — маскарад» (Ровиго, Италия)
- «Корсар» (Триест, Италия)
- «Сицилийская вечерня» (Афины, концертный зал «Мегарон», итальянская версия оперы)
- «Трубадур» (Новая опера, Москва)
- «Аида» (Новая опера, Москва)
- «Риголетто» (Савона, Италия)
- «Дон Карлос» (Большой театр, Москва).

В марте 2014 года на телеканале «Культура» в рамках передачи «Кто там..» в рубрике «Портреты» вышел сюжет о певце.